# Les Atouts de la vengeance
Les Atouts de la vengeance (titre original : Trumps of Doom) est un roman de fantasy publié en 1985, le sixième du cycle des Princes d'Ambre de l'écrivain américain Roger Zelazny. Ce livre  est le premier du Cycle de Merlin. Le prologue à l'édition originale en anglais des Atouts de la Vengeance comporte une nouvelle intitulée (en) « Prologue from the Trumps of Doom » qui relate la traversée du Logrus par Merlin.

## Résumé
Merlin, fils de Corwin, l'un des neuf princes d'Ambre, et de Dara, fille des Cours du Chaos, vit sur l'Ombre Terre si chère à son père depuis des années. Mais tous les ans, le 30 avril, un mystérieux assassin tente de le tuer... Il découvre le corps de son ancienne petite amie, Julia, dans son appartement. Elle a été tuée par un fauve de Netzack, Merlin se charge alors de le supprimer puis mène son enquête et se lance parallèlement sur la piste de son agresseur, aidé par sa connaissance de la Marelle d'Ambre et du Logrus du Chaos.